# نصر الدين النابي
نصر الدين النابي، (مواليد 9 أغسطس 1965) هو مدرب كرة قدم، يشغل حاليا منصب المدير الفني بنادي كايزر تشيفز الجنوب إفريقي، سبق له تدريب أندية في السودان وتنزانيا والمغرب.

## مسيرته
ولد نصر الدين النابي بمدينة المنستير التونسيّة سنة 1965، متحصّل على دبلوم الاتّحاد الأوروبي لكرة القدم، لعب في أصناف الشبان للاتحاد المنستيري قبل أن يهاجر إلى أوروبا، حيث أنهى دراسته في بلجيكا ونال الجنسية البلجيكية، وإلتحق هناك بمدرسة تعليم مدربي كرة القدم، بدأ مسيرته التدريبيّة سنة 2001، مع قطاع الشبّان لفريق أندرلخت البلجيكي؛ ثم تحوّل إلى الكونغو الديمقراطية سنة 2004 في نطاق التعاون الفنّي.
ويعد نصر الدين النابي من المدربين التونسيين القلائل الحاصلين على شهادة تدريب على المستوى العالمي، بعد نجاحه سنة 2019، وتسلمه شهادة الاحتراف من الاتحاد الأوروبي لكرة القدم التي تخول له تدريب أي فريق أو منتخب في العالم.
موسم 2021-22 تعاقد مع نادي يانغ أفريكانز التنزاني وقادهم للتتويج بالدوري التنزاني الممتاز مرتين، وكأس تنزانيا مرتين كذلك وبكأس السوبر التنزاني، وقادهم للوصول لأول نهائي إفريقي في تاريخهم كأس الكونفيدرالية الإفريقية والتي خسرها ضد نادي اتحاد الجزائر.
وفي موسم 2023-24، تعاقد نادي الجيش الملكي مع المدرب نصر الدين النابي لموسمين، خلفا للمدرب الراحل الحسين عموتة.
وفي موسم 2024-25، وبعد رحيله عن نادي الجيش الملكي، تعاقد نادي كايزر تشيفز الجنوب إفريقي مع المدرب نصر الدين النابي لموسمين.

## روابط خارجية
- نصر الدين النابي على موقع قاعدة بيانات كرة القدم.إي يو (الإنجليزية)
- نصر الدين النابي على موقع Soccerway.com (الإنجليزية)
- نصر الدين النابي على موقع عالم كرة القدم.نت (الإنجليزية)
- نصر الدين النابي على موقع كووورة